# ケルンWDR交響楽団
ケルンWDR交響楽団（ドイツ語: WDR Sinfonieorchester Köln）は、ドイツ連邦共和国ノルトライン＝ヴェストファーレン州ケルン市に本拠を置く西部ドイツ放送（WDR）所属の放送オーケストラ。旧称のケルン放送交響楽団（Kölner Rundfunk-Sinfonie-Orchester）でも呼ばれる。

## 概要
1947年に北西ドイツ放送の開局と共に発足。1954年に北西ドイツ放送が北ドイツ放送と西部ドイツ放送に分割されたため、西部ドイツ放送の所属となった。
歴代の指揮者には、クリストフ・フォン・ドホナーニ、ズデニェク・マーツァル、若杉弘、ガリー・ベルティーニ、ハンス・フォンク、セミヨン・ビシュコフ、ユッカ＝ペッカ・サラステらがおり、2019年からはクリスティアン・マチェラル(英語版) が首席指揮者を務めている。
主なレコーディングは、ケルン・ギュルツェニヒ管弦楽団の指揮者だったギュンター・ヴァントとのブルックナーとシューベルト交響曲全集、ベルティーニとのマーラー交響曲全集があり、最近ではビシュコフとのリヒャルト・シュトラウス歌劇『ダフネ』やショスタコーヴィチの交響曲、ルドルフ・バルシャイとのショスタコーヴィチ交響曲全集がある。
前述のように、歴代の指揮者の一人として若杉弘が名前を連ねる他、楽団員に日本人が多いのも特徴で、以前にはコンサートミストレスに四方恭子、首席オーボエ奏者に宮本文昭、首席コントラバス奏者に河原泰則、首席ヴィオラ奏者として村上淳一郎が在籍し、現在もコンサートミストレスとして荻原尚子が在籍している。

## 歴代首席指揮者
- クリストフ・フォン・ドホナーニ（1964年–1969年）
- ズデニェク・マーツァル（1970年–1974年）
- 若杉弘（1977年–1983年）
- ガリー・ベルティーニ（1983年–1991年）
- ハンス・フォンク (1991年–1997年）
- セミヨン・ビシュコフ（1997年–2010年）
- ユッカ＝ペッカ・サラステ（2010年–2019年）
- クリスティアン・マチェラル（2019年–2025年)
- マリー・ジャコー（英語版）（2026年– ) 次期首席指揮者[2]